# Harriet Tubman National Historical Park
L'Harriet Tubman National Historical Park est un parc historique national américain dans le comté de Cayuga, dans l'État de New York. Créé le 10 janvier 2017, il protège un ensemble de sites relatifs à Harriet Tubman déjà inscrit au Registre national des lieux historiques et classé National Historic Landmark depuis le 30 mai 1974.